# Cicer heterophyllum
Cicer heterophyllum là một loài thực vật có hoa trong họ Đậu. Loài này được Contand. & al. miêu tả khoa học đầu tiên.